# Tsaratanana (Betsiboka)
Tsaratanana is een stad in Madagaskar, gelegen in de regio Betsiboka. De stad telt 15.445 inwoners (2005).

## Geschiedenis
Tot 1 oktober 2009 lag Tsaratanana in de provincie Mahajanga. Deze werd echter opgeheven en vervangen door de regio Betsiboka. Tijdens deze wijziging werden alle autonome provincies opgeheven en vervangen door de in totaal 22 regio's van Madagaskar.

## Infrastructuur
Naast het basisonderwijs biedt de stad zowel middelbaar als hoger onderwijs aan. Tevens beschikt de stad over haar eigen luchthaven en een ziekenhuis.

## Economie
Landbouw en veeteelt bieden werkgelegenheid aan respectievelijk 65% en 33% van de beroepsbevolking. Het belangrijkste gewas in Tsaratanana is rijst, terwijl andere belangrijke producten bananen en cassave betreffen. In de dienstensector werkt 2% van de bevolking. 